# Калибек
Калибек (на казахски; на руски: Калибек) е безотточно, солено езеро в северната част на Казахстан (южната част на Североказахстанска област), разположено в южната част на Ишимската степ (южната част на Западносибирската равнина), на 100 km североизточно от град Кокшетау (бивш Кокчетав), на 82 m н.м. Площ около 110 km², дължина около 17 km, ширина 7 km. Бреговете му са ниски и полегати. Има предимно снежно подхранване, от вливащите се в него само през пролетта малки реки. През лятото силно намалява.